# Catedral de Świdnica
La catedral de Sant Estanislau i Sant Venceslau (polonès: Stanisława i św. Wacława), també anomenada Catedral de Świdnica, és un monument històric i el principal edifici catòlic de Świdnica, a Polònia.
La construcció de l'església actual va començar el 1330 a instàncies del duc Bolko II de Świdnica, després d'un incendi que va destruir un edifici de fusta que hi havia. El nou edifici, d'estil gòtic, va ser dissenyat com una basílica de tres naus amb una torre gòtica esvelta de 102 metres, la més gran de la regió.
De 1561 a 1629 l'església era propietat dels protestants. Des del 1662 va pertànyer als jesuïtes que en els anys 1671-1688 li van afegir mobles i decoracions barroques que encara caracteritzen el seu interior. Amb l'expulsió gradual dels jesuïtes de la Silèsia prusiana, l'església es va secularitzar el 1772 i les autoritats prussianes la van convertir en un graner.
L'església va ser renovada entre 1893 i 1895 però va perdre moltes de les seves característiques arquitectòniques originals. El 25 de març de 2004, amb el toro Multos fructus, del papa Joan Pau II, va establir la diòcesi catòlica de Świdnica i l'edifici es va convertir en la catedral.